# Хартфорд (Висконсин)
Хартфорд (енгл. Hartford) град је у америчкој савезној држави Висконсин.

## Демографија
По попису из 2010. године број становника је 14.223, што је 3.318 (30,4%) становника више него 2000. године.
| Група             | 2000.          | 2010.          |
| Белци             | 10.391 (95,3%) | 13.112 (92,2%) |
| Афроамериканци    | 29 (0,3%)      | 122 (0,9%)     |
| Азијати           | 50 (0,5%)      | 117 (0,8%)     |
| Хиспаноамериканци | 326 (3,0%)     | 686 (4,8%)     |
| Укупно            | 10.905         | 14.223         |